# OFAST
L''OFAST (in francese Office anti-stupéfiants) è un'agenzia di polizia francese.

## Storia

### Office central pour la répression du trafic illicite des stupéfiants
L'Office central pour la répression du trafic illicite des stupéfiants (OCRTIS) era un'organizzazione francese per la lotta al traffico di droga, creata da un decreto del 1953, con giurisdizione nel territorio della Francia, in particolare nei territori d'oltremare. Si trattava di un servizio speciale della Sous-direction de la lutte contre la criminalité organisée et la délinquance financière (SDLCODF) della Direction centrale de la Police judiciaire.
Era composto da circa 140 operatori di polizia, che esercitavano le loro capacità su iniziativa o come rinforzo ai servizi territoriali della Pubblica Sicurezza o del PJ.
È stato sostituito dall'OFAST il 1° gennaio 2020.